# Curuzza eburnea
Curuzza eburnea är en fjärilsart som beskrevs av Felix Bryk 1950. Curuzza eburnea ingår i släktet Curuzza och familjen tandspinnare. Inga underarter finns listade i Catalogue of Life.